# Dolina Czarnej Nidy
Dolina Czarnej Nidy este o arie protejată (sit de importanță comunitară — SCI) din Polonia întinsă pe o suprafață de 1.191,51 ha, integral pe uscat.

## Localizare
Centrul sitului Dolina Czarnej Nidy este situat la coordonatele 50°45′50″N 20°30′14″E / 50.7638°N 20.5039°E.

## Înființare
Situl Dolina Czarnej Nidy a fost declarat sit de importanță comunitară în octombrie 2009 pentru a proteja 14 specii de animale.

## Biodiversitate
Situată în ecoregiunea continentală, aria protejată conține 10 habitate naturale: Lacuri eutrofice naturale cu vegetație de tip Magnopotamion sau Hydrocharition, Cursuri de apă de la nivel de câmpie la nivel montan, cu vegetație Ranunculion fluitantis și Callitricho-Batrachion, Râuri cu maluri nămoloase cu vegetație de Chenopodion rubri p.p. și Bidention p.p., Pajiști calcaroase din nisipuri xerice, Pajiști uscate seminaturale și facies de acoperire cu tufișuri pe substraturi calcaroase (Festuco-Brometalia) (* situri importante pentru orhidee), Pajiști cu Molinia pe soluri calcaroase, turboase sau argilos-nămoloase (Molinion caeruleae), Liziere de ierburi înalte hidrofile de câmpie și de nivel montan până la alpin, Fânețe de joasă altitudine (Alopecurus pratensis, Sanguisorba officinalis), Păduri de stejar și carpen Galio-Carpinetum, Păduri aluvionare cu Alnus glutinosa și Fraxinus excelsior (Alno-Padion, Alnion incanae, Salicion albae).
La baza desemnării sitului se află mai multe specii protejate:
- amfibieni (2): buhai de baltă cu burta roșie (Bombina bombina), triton cu creastă (Triturus cristatus)
- mamifere (2): castor (Castor fiber), vidră de râu (Lutra lutra)
- nevertebrate (7): Anisus vorticulus, fluturele purpuriu (Lycaena dispar), Lycaena helle, Ophiogomphus cecilia, Phengaris teleius, Unio crassus, Vertigo angustior
- pești (3): zvârluga (Cobitis taenia), zglăvoacă (Cottus gobio), Eudontomyzon mariae